# Akira Matsunaga (Fußballspieler, 1948)
Akira Matsunaga (jap. 松永 章, Matsunaga Akira; * 8. August 1948 in der Präfektur Shizuoka) ist ein ehemaliger japanischer Fußballspieler.

## Nationalmannschaft
1973 debütierte Matsunaga für die japanische Fußballnationalmannschaft. Matsunaga bestritt 10 Länderspiele und erzielte dabei zwei Tore.

## Errungene Titel
- Japan Soccer League: 1972
- Kaiserpokal: 1972, 1975

## Persönliche Auszeichnungen
- Japan Soccer League Best Eleven: 1972, 1973, 1974, 1975